# Teresa Crespo
Teresa Crespo Toral (Cuenca, 30 de octubre de 1928-Quito, 15 de febrero de 2014) fue una escritora ecuatoriana pionera de la literatura infantil de su país. Sus escritos son considerados un clásico del género y una inspiración para las nuevas generaciones.

## Biografía
Hija del cirujano Emiliano Crespo Astudillo y de Lola Toral Vega, nació en Cuenca el 30 de octubre de 1928. Su vida estuvo siempre apegada a las letras, desde joven se destacó por su amor a la literatura, lo que la llevó a escribir sus primeros poemas.
Entre sus libros más conocidos constan: 'Novena al Niño Jesús'; 'Pepe Golondrina y otros cuentos'; 'Mateo Simbaña', que fue estudiado en la Universidad de París; y 'Ana de los Ríos', libro que fue llevado al cine por el Convenio Andrés Bello.
Reconocida con varios premios como: La palma de plata de la Universidad de Cuenca, el primer premio de la Casa de la Cultura Ecuatoriana, Núcleo del Azuay; entre otros.
Estuvo casada con el político e historiador Jorge Salvador Lara, teniendo con él cinco hijos: Íñigo, Susana, María Isabel, Teresa y Elvira.
Falleció el 15 de febrero de 2014, en la ciudad de Quito. Sus restos fueron velados en su casa, en el barrio de La Concepción y en la iglesia de ese mismo barrio.